# NGC 917
NGC 917 је спирална галаксија у сазвежђу Троугао која се налази на NGC листи објеката дубоког неба.
Деклинација објекта је + 31° 54' 44" а ректасцензија 2h 26m 7,7s. Привидна величина (магнитуда) објекта NGC 917 износи 13,7 а фотографска магнитуда 14,5. Налази се на удаљености од 78,953 милиона парсека од Сунца. NGC 917 је још познат и под ознакама UGC 1890, MCG 5-6-39, CGCG 504-79, PGC 9258.